# Danh sách tiểu hành tinh: 25101–25200
| Tên                | Tên đầu tiên | Ngày phát hiện      | Nơi phát hiện                      | Người phát hiện                                  |
| ------------------ | ------------ | ------------------- | ---------------------------------- | ------------------------------------------------ |
| 25101 -            | 1998 RJ48    | 14 tháng 9 năm 1998 | Socorro                            | LINEAR                                           |
| 25102 Zhaoye       | 1998 RW50    | 14 tháng 9 năm 1998 | Socorro                            | LINEAR                                           |
| 25103 Kimdongyoung | 1998 RC51    | 14 tháng 9 năm 1998 | Socorro                            | LINEAR                                           |
| 25104 Chohyunghoon | 1998 RY51    | 14 tháng 9 năm 1998 | Socorro                            | LINEAR                                           |
| 25105 Kimnayeon    | 1998 RJ52    | 14 tháng 9 năm 1998 | Socorro                            | LINEAR                                           |
| 25106 Ryoojungmin  | 1998 RC53    | 14 tháng 9 năm 1998 | Socorro                            | LINEAR                                           |
| 25107 -            | 1998 RL54    | 14 tháng 9 năm 1998 | Socorro                            | LINEAR                                           |
| 25108 Boström      | 1998 RV55    | 14 tháng 9 năm 1998 | Socorro                            | LINEAR                                           |
| 25109 Hofving      | 1998 RR56    | 14 tháng 9 năm 1998 | Socorro                            | LINEAR                                           |
| 25110 -            | 1998 RC61    | 14 tháng 9 năm 1998 | Socorro                            | LINEAR                                           |
| 25111 Klokun       | 1998 RG64    | 14 tháng 9 năm 1998 | Socorro                            | LINEAR                                           |
| 25112 Mymeshkovych | 1998 RL65    | 14 tháng 9 năm 1998 | Socorro                            | LINEAR                                           |
| 25113 Benwasserman | 1998 RS65    | 14 tháng 9 năm 1998 | Socorro                            | LINEAR                                           |
| 25114 -            | 1998 RJ66    | 14 tháng 9 năm 1998 | Socorro                            | LINEAR                                           |
| 25115 Drago        | 1998 RP66    | 14 tháng 9 năm 1998 | Socorro                            | LINEAR                                           |
| 25116 Jonathanwang | 1998 RW68    | 14 tháng 9 năm 1998 | Socorro                            | LINEAR                                           |
| 25117 -            | 1998 RX68    | 14 tháng 9 năm 1998 | Socorro                            | LINEAR                                           |
| 25118 Kevlin       | 1998 RM71    | 14 tháng 9 năm 1998 | Socorro                            | LINEAR                                           |
| 25119 Kakani       | 1998 RA72    | 14 tháng 9 năm 1998 | Socorro                            | LINEAR                                           |
| 25120 Yvetteleung  | 1998 RN73    | 14 tháng 9 năm 1998 | Socorro                            | LINEAR                                           |
| 25121 -            | 1998 RL75    | 14 tháng 9 năm 1998 | Socorro                            | LINEAR                                           |
| 25122 Kaitlingus   | 1998 RJ77    | 14 tháng 9 năm 1998 | Socorro                            | LINEAR                                           |
| 25123 -            | 1998 RA78    | 14 tháng 9 năm 1998 | Socorro                            | LINEAR                                           |
| 25124 Zahramaarouf | 1998 RC78    | 14 tháng 9 năm 1998 | Socorro                            | LINEAR                                           |
| 25125 Brodallan    | 1998 RN78    | 14 tháng 9 năm 1998 | Socorro                            | LINEAR                                           |
| 25126 -            | 1998 RO78    | 14 tháng 9 năm 1998 | Socorro                            | LINEAR                                           |
| 25127 -            | 1998 SZ      | 16 tháng 9 năm 1998 | Caussols                           | ODAS                                             |
| 25128 -            | 1998 SK1     | 16 tháng 9 năm 1998 | Caussols                           | ODAS                                             |
| 25129 -            | 1998 SP1     | 16 tháng 9 năm 1998 | Caussols                           | ODAS                                             |
| 25130 -            | 1998 SV1     | 16 tháng 9 năm 1998 | Caussols                           | ODAS                                             |
| 25131 -            | 1998 SY3     | 18 tháng 9 năm 1998 | Caussols                           | ODAS                                             |
| 25132              | 1998 SO9     | 17 tháng 9 năm 1998 | Xinglong                           | Chương trình tiểu hành tinh Bắc Kinh Schmidt CCD |
| 25133 -            | 1998 SU14    | 18 tháng 9 năm 1998 | Anderson Mesa                      | LONEOS                                           |
| 25134 -            | 1998 SC17    | 17 tháng 9 năm 1998 | Kitt Peak                          | Spacewatch                                       |
| 25135 -            | 1998 SX21    | 23 tháng 9 năm 1998 | Đài thiên văn Zvjezdarnica Višnjan | Đài thiên văn Zvjezdarnica Višnjan               |
| 25136 -            | 1998 SE22    | 23 tháng 9 năm 1998 | Višnjan Observatory                | Višnjan Observatory                              |
| 25137 Seansolomon  | 1998 SS23    | 17 tháng 9 năm 1998 | Anderson Mesa                      | LONEOS                                           |
| 25138 -            | 1998 SM24    | 17 tháng 9 năm 1998 | Anderson Mesa                      | LONEOS                                           |
| 25139 -            | 1998 SN25    | 22 tháng 9 năm 1998 | Anderson Mesa                      | LONEOS                                           |
| 25140 -            | 1998 SU25    | 22 tháng 9 năm 1998 | Anderson Mesa                      | LONEOS                                           |
| 25141              | 1998 SC27    | 20 tháng 9 năm 1998 | Xinglong                           | Chương trình tiểu hành tinh Bắc Kinh Schmidt CCD |
| 25142 Hopf         | 1998 SA28    | 16 tháng 9 năm 1998 | Prescott                           | P. G. Comba                                      |
| 25143 Itokawa      | 1998 SF36    | 16 tháng 9 năm 1998 | Socorro                            | LINEAR                                           |
| 25144              | 1998 SC43    | 23 tháng 9 năm 1998 | Xinglong                           | Chương trình tiểu hành tinh Bắc Kinh Schmidt CCD |
| 25145              | 1998 SH43    | 23 tháng 9 năm 1998 | Xinglong                           | Beijing Schmidt CCD Asteroid Program             |
| 25146              | 1998 SN43    | 24 tháng 9 năm 1998 | Xinglong                           | Beijing Schmidt CCD Asteroid Program             |
| 25147 -            | 1998 SZ45    | 25 tháng 9 năm 1998 | Kitt Peak                          | Spacewatch                                       |
| 25148 -            | 1998 SE47    | 25 tháng 9 năm 1998 | Kitt Peak                          | Spacewatch                                       |
| 25149 -            | 1998 SM49    | 22 tháng 9 năm 1998 | Đài thiên văn Bergisch Gladbach    | W. Bickel                                        |
| 25150 -            | 1998 SB51    | 16 tháng 9 năm 1998 | Kitt Peak                          | Spacewatch                                       |
| 25151 -            | 1998 SS53    | 16 tháng 9 năm 1998 | Anderson Mesa                      | LONEOS                                           |
| 25152 -            | 1998 SX53    | 16 tháng 9 năm 1998 | Anderson Mesa                      | LONEOS                                           |
| 25153 -            | 1998 SY53    | 16 tháng 9 năm 1998 | Anderson Mesa                      | LONEOS                                           |
| 25154 -            | 1998 SZ54    | 16 tháng 9 năm 1998 | Anderson Mesa                      | LONEOS                                           |
| 25155 -            | 1998 SA55    | 16 tháng 9 năm 1998 | Anderson Mesa                      | LONEOS                                           |
| 25156 -            | 1998 SL55    | 16 tháng 9 năm 1998 | Anderson Mesa                      | LONEOS                                           |
| 25157 -            | 1998 SA56    | 16 tháng 9 năm 1998 | Anderson Mesa                      | LONEOS                                           |
| 25158 -            | 1998 SF57    | 17 tháng 9 năm 1998 | Anderson Mesa                      | LONEOS                                           |
| 25159 -            | 1998 SN57    | 17 tháng 9 năm 1998 | Anderson Mesa                      | LONEOS                                           |
| 25160 -            | 1998 SN58    | 17 tháng 9 năm 1998 | Anderson Mesa                      | LONEOS                                           |
| 25161 -            | 1998 SR58    | 17 tháng 9 năm 1998 | Anderson Mesa                      | LONEOS                                           |
| 25162 -            | 1998 ST59    | 17 tháng 9 năm 1998 | Anderson Mesa                      | LONEOS                                           |
| 25163 -            | 1998 SC60    | 17 tháng 9 năm 1998 | Anderson Mesa                      | LONEOS                                           |
| 25164 -            | 1998 SJ62    | 19 tháng 9 năm 1998 | Anderson Mesa                      | LONEOS                                           |
| 25165 -            | 1998 SK62    | 19 tháng 9 năm 1998 | Anderson Mesa                      | LONEOS                                           |
| 25166 -            | 1998 SM62    | 19 tháng 9 năm 1998 | Anderson Mesa                      | LONEOS                                           |
| 25167 -            | 1998 SO64    | 20 tháng 9 năm 1998 | La Silla                           | E. W. Elst                                       |
| 25168 -            | 1998 SC65    | 20 tháng 9 năm 1998 | La Silla                           | E. W. Elst                                       |
| 25169 -            | 1998 SR65    | 20 tháng 9 năm 1998 | La Silla                           | E. W. Elst                                       |
| 25170 -            | 1998 SB66    | 20 tháng 9 năm 1998 | La Silla                           | E. W. Elst                                       |
| 25171 -            | 1998 SX66    | 20 tháng 9 năm 1998 | La Silla                           | E. W. Elst                                       |
| 25172 -            | 1998 SF67    | 20 tháng 9 năm 1998 | La Silla                           | E. W. Elst                                       |
| 25173 -            | 1998 SN71    | 21 tháng 9 năm 1998 | La Silla                           | E. W. Elst                                       |
| 25174 -            | 1998 SQ72    | 21 tháng 9 năm 1998 | La Silla                           | E. W. Elst                                       |
| 25175 Lukeandraka  | 1998 SX75    | 29 tháng 9 năm 1998 | Socorro                            | LINEAR                                           |
| 25176 Thomasaunins | 1998 ST81    | 16 tháng 9 năm 1998 | Socorro                            | LINEAR                                           |
| 25177 -            | 1998 ST84    | 16 tháng 9 năm 1998 | Socorro                            | LINEAR                                           |
| 25178 Shreebose    | 1998 SA96    | 16 tháng 9 năm 1998 | Socorro                            | LINEAR                                           |
| 25179 -            | 1998 SG100   | 16 tháng 9 năm 1998 | Socorro                            | LINEAR                                           |
| 25180 Kenyonconlin | 1998 SM107   | 16 tháng 9 năm 1998 | Socorro                            | LINEAR                                           |
| 25181 -            | 1998 SN108   | 16 tháng 9 năm 1998 | Socorro                            | LINEAR                                           |
| 25182 Siddhawan    | 1998 ST110   | 16 tháng 9 năm 1998 | Socorro                            | LINEAR                                           |
| 25183 Grantfisher  | 1998 SJ115   | 16 tháng 9 năm 1998 | Socorro                            | LINEAR                                           |
| 25184 Taylorgaines | 1998 SL115   | 16 tháng 9 năm 1998 | Socorro                            | LINEAR                                           |
| 25185 -            | 1998 SR115   | 16 tháng 9 năm 1998 | Socorro                            | LINEAR                                           |
| 25186 -            | 1998 SY115   | 16 tháng 9 năm 1998 | Socorro                            | LINEAR                                           |
| 25187 -            | 1998 SH116   | 16 tháng 9 năm 1998 | Socorro                            | LINEAR                                           |
| 25188 -            | 1998 SR117   | 16 tháng 9 năm 1998 | Socorro                            | LINEAR                                           |
| 25189 Glockner     | 1998 SD118   | 16 tháng 9 năm 1998 | Socorro                            | LINEAR                                           |
| 25190 Thomasgoodin | 1998 SM118   | 16 tháng 9 năm 1998 | Socorro                            | LINEAR                                           |
| 25191 Rachelouise  | 1998 SE123   | 16 tháng 9 năm 1998 | Socorro                            | LINEAR                                           |
| 25192 -            | 1998 SU124   | 16 tháng 9 năm 1998 | Socorro                            | LINEAR                                           |
| 25193 Taliagreene  | 1998 SV126   | 16 tháng 9 năm 1998 | Socorro                            | LINEAR                                           |
| 25194 -            | 1998 ST132   | 16 tháng 9 năm 1998 | Socorro                            | LINEAR                                           |
| 25195 -            | 1998 SR133   | 16 tháng 9 năm 1998 | Socorro                            | LINEAR                                           |
| 25196 -            | 1998 SH134   | 16 tháng 9 năm 1998 | Socorro                            | LINEAR                                           |
| 25197 -            | 1998 SX137   | 16 tháng 9 năm 1998 | Socorro                            | LINEAR                                           |
| 25198 Kylienicole  | 1998 SC138   | 16 tháng 9 năm 1998 | Socorro                            | LINEAR                                           |
| 25199 Jiahegu      | 1998 SB139   | 16 tháng 9 năm 1998 | Socorro                            | LINEAR                                           |
| 25200 -            | 1998 SK139   | 16 tháng 9 năm 1998 | Socorro                            | LINEAR                                           |